# Movin' Along
Movin' Along — студійний альбом американського джазового гітариста Веса Монтгомері, випущений у 1960 році лейблом Riverside Records.

## Опис
Оскільки цей альбом був записаний між двома найвідомішими альбомами Веса Монтгомері (The Incredible Jazz Guitar і SO Much Guitar!), цей запис залишився недооціненим. Тут гітарист грає разом з флейтистом Джеймсом Клеєм (який преключається на тенор-саксофон на композиції «So Do It!», написаній Монтгомері), піаністом Віктором Фелдменом, басистом Семом Джонсом і ударником Луї Гейзом, виконуючи чотири стандарти (найбільше виділяються «Sandu» Кліффорда Брауна і «Body and Soul»), «Says You» Сема Джонса і два оригінали Монтгомері.

## Список композицій
1. «Movin' Along» (Вес Монтгомері) — 5:40
2. «Tune-Up» (Майлз Девіс) — 4:27
3. «Ghost of a Chance» (Віктор Янг, Нед Вашингтон, Бінг Кросбі) — 5:07
4. «Sandu» (Кліффорд Браун) — 3:21
5. «Body and Soul» (Едвард Геймен, Роберт Сауер, Френк Ейтон, Джонні Грін) — 7:18
6. «So Do It!» (Вес Монтгомері) — 6:04
7. «Says You» (Сем Джонс) — 4:57

## Учасники запису
- Вес Монтгомері — гітара (1, 3, 6, 7), бас-гітара (2, 4, 5)
- Джеймс Клей — флейта (1, 2, 4, 5), тенор-саксофон (6)
- Віктор Фелдмен — фортепіано
- Сем Джонс — контрабас
- Луї Гейз — ударні

Технічний персонал
- Оррін Кіпньюз — продюсер, текст
- Воллі Гейдер — інженер звукозапису
- Вільям Клекстон — фотографія обкладинки
- Кен Дердофф — дизайн облкадинки